# Boechera fernaldiana
Boechera fernaldiana är en korsblommig växtart som först beskrevs av Reed Clark Rollins, och fick sitt nu gällande namn av William Alfred Weber. Boechera fernaldiana ingår i släktet indiantravar, och familjen korsblommiga växter.

## Underarter
Arten delas in i följande underarter:
- B. f. fernaldiana
- B. f. vivariensis